# Тип-Топ в Москве
«Тип-Топ в Москве» — мультипликационный фильм, снятый режиссёром Александром Ивановым в 1928 году. Мультфильм не сохранился.
В конце 1920-х годов советская мультипликация обогащается новыми талантливыми режиссёрами и художниками. Этот период интересен поиском художниками новых технологических приемов в мультипликации и их стремлением создать постоянного героя своих фильмов, в подражание зарубежным образцам.
Режиссёр Александр Иванов, использовав специальный метод комбинированной съемки, разработанный конструктором Н. Желинским, выпустил в 1928 году несколько мультипликационных картин с участием нарисованного героя, негритёнка Тип-Топа по сценарию Николая Агнивцева. В первой из его работ с участием этого мультипликационного персонажа был создан мультфильм «Тип топ в Москве» В этой работе активно применялась комбинация рисунка с натурой — приехавший на поезде Тип-Топ путешествовал по советской Москве, посещая разнообразные московские достопримечательности, в том числе зоопарк, цирк, Кремль, Наркомпрос и другие наркоматы. Рисованный Тип-Топ "общался" с запечатлёнными хроникой Луначарским, Семашко, Калининым и Рыковым, "присутствовал" на собрании в Совнаркоме и "держал речь" с трибуны (приём совмещенния рисованного героя с натурным, дающего эффект диалога, был применён в том же году и в Ленинграде — в картине «Обиженные буквы» по сценарию того же Агнивцева). . Так появился постоянный мультипликационный персонаж Тип-Топ, который, действуя в натурных кадрах, путешествует с приехавшей иностранной делегацией по Москве.
Впоследствии Абрамом Роомом и Владимиром Легошиным был создан звуковой мультипликационный фильм об этом персонаже, «Тип-Топ — звуковой изобретатель» (1929 год).

## Создатели
| режиссёр             | Александр Иванов |
| сценарист            | Николай Агнивцев |
| художник-постановщик | Александр Иванов |
| аниматор             | Н. Желинский     |
| оператор             | Николай Воинов   |

## Сюжет
В 10 выпуске журнала «Советский экран» от 1928 года рассказывается о техническом новаторстве мультфильма.
Краткое содержание картины было таково:
«	"Тип-Toп" приехал в Москву с одной из иностранных делегаций и путешествует с ними по красной столице, разъезжая в автобусах, посещая выставки и музеи и бывая как на официальных приемах, так и даже у Всесоюзного старосты, где мы видим его запросто попивающим чаек с самим Михал Иванычем. 
— краткое описание сюжета мультфильма. Советский экран №10, 1928